# Alois Páral
Alois Páral (7. dubna 1892 Šlapanice – 17. června 1978 Brno) byl československý legionář a důstojník československé armády.

## Život
Narodil se v rolnické rodině. Měl čtyři sourozence. Studoval na gymnáziích v Kyjově a v Brně. Ve studiích pokračoval na Univerzitě Karlově v Praze, na které vystudoval filologii (češtinu a němčinu).. Po vypuknutí 1. světové války byl povolán do brněnského zeměbraneckého pluku, absolvoval školu důstojníků v záloze. V roce 1915 byl na východní frontě zajat. V Rusku prošel několika zajateckýmim tábory. V roce 1917 se přihlásil do československých legií v Rusku, absolvoval důstojnickou školu v Boryslavi. S československámi legiemi se přes Archangelsk dostal do Francie, kde se zúčastnil bitvy u Vouziers. V letech 1920 až 1923 vystudoval Válečnou školu v Praze  V první československé republice byl postupně jmenován do různých velitelských funkcí; byl např. velitelem 43. pluku v Židenicích nebo náčelníkem štábu zemského velitelství v Košicích. V roce 1930 byl jmenován plukovníkem generálního štábu. Při všeobecné mobilizaci v roce 1938 dělal náčelníka generálního štábu československé 4. armády. Během německé okupace Čech, Moravy a Slezska pracoval v knihovně brněnské univerzity. Po  skončení 2. světové války nastoupil opět do československé armády, ve které se stal náčelníkem týlu vojenského velitelství pro Moravu a Slezsko. Po únoru 1948 byl z armády propuštěn a odešel do výslužby.

## Rodina
Manželka – Ludmila Páralová, rozená Vodičková (15. dubna 1903 Praha – 16. května 1980 Brno), synové: Bohuslav Páral (12. února 1929 Praha – 27. listopadu 2021 Brno), geodet,; spisovatel a předseda jednoty Československé obce legionářské v Brně 2; Vladimír Páral, spisovatel.

## Vyznamenání
- Croix de guerre (1914-1918)
- Československý válečný kříž 1914–1918
- Československá revoluční medaile
- Československá medaile Vítězství
- francouzská Pamětní medaile na válku 1914–1918
- Řád čestné legie – rytířský stupeň. (1927)